# Carmina convivalia
I carmina convivalia erano dei carmi latini di età preletteraria di cui sono rimaste pochissime tracce, consistenti nei frammenti del Carmen Priami e del Carmen Nelei. Conosciamo l'esistenza dei carmina convivalia soltanto attraverso gli scritti di altri autori latini di epoca classica, come Cicerone e Varrone, che ne parlarono nelle loro opere.
I carmina convivalia venivano recitati o cantati con l'accompagnamento di flauti (tibiae) durante i banchetti presso le case delle più importanti gentes romane. È da essi che trassero origine i racconti epici e le leggende della romanità: i carmina, infatti, espressione di un'arcaica cultura gentilizia, avevano come fine la glorificazione delle gesta degli antenati illustri della famiglia e raccontavano quindi miti sulla fondazione di Roma o su importanti episodi bellici. Nei componimenti, dunque, l'elemento privato, riconducibile al luogo e alle circostanze dell'esecuzione, si fondeva con quello pubblico, evidente nella celebrazione di atti che avevano avuto come obiettivo l'accrescimento dello stato romano.
I carmina convivalia erano recitati o cantati dai convitati stessi, che si turnavano tra loro, o da fanciulli (pueri) di rango gentilizio appositamente convocati.
Importanti sono le testimonianze riguardo a questi carmina lasciateci dagli autori latini nelle loro opere. Cicerone racconta nelle Tusculanae disputationes:
(Cicerone, Tusculanae disputationes, IV, 2, 3; adattamento della trad. di A. Di Virginio, Mondadori, Milano 1962.)
Altrettanto significativa è la testimonianza di Varrone:
(Varrone, De vita populi Romani, presso Nonio, 77, 2.)
Dalla Storia romana di Dionigi di Alicarnasso e da un carme di Orazio risulta probabile che i carmina convivalia continuassero ad essere recitati anche in età classica, probabilmente in seguito alla politica di restaurazione culturale attuata dall'imperatore Augusto. Lo stesso Orazio ci fornisce una poetica descrizione dei carmina:
(Orazio, Carmina, IV, 15, 25-32; trad. di G. Pontiggia.)